# Geraistos (Sohn des Zeus)
Geraistos (altgriechisch Γεραιστός Geraistós) ist in der griechischen Mythologie ein Sohn des Zeus.
Der Name seiner Mutter ist unbekannt. Sein Bruder war Tainaros. Nach ihm ist das dem Poseidon geheiligte Vorgebirge Geraistos auf Euboia sowie ein Dorf gleichen Namens auf Euboia benannt. Einzige Quelle ist Stephanos Byzantios s. v. Γεραιστός.